# XOOPS
XOOPS è un content management system (CMS) che permette agli amministratori di creare facilmente siti web dinamici. È un potente strumento per lo sviluppo di piccole e grandi comunità virtuali. È scritto in PHP e utilizza database come MySQL.
XOOPS è distribuito sotto i termini della GNU General Public License (GPL) ed è libero di essere utilizzato, modificato e ridistribuito sotto licenza GPL.

## Significato di XOOPS
XOOPS è l'acronimo di eXtensible Object Oriented Portal System (sistema per portali estensibili orientati agli oggetti). Anche se è nato come un sistema per portali, XOOPS sta di fatto lasciando la strada dei Content Management System e può essere utilizzato come framework per piccoli, medi e grandi siti.
Una versione più leggera di XOOPS può essere utilizzata come blog personale o giornale. Per questi scopi, è possibile effettuare una installazione standard e utilizzare solo il modulo News, oppure utilizzare un modulo ad hoc, come XPress (WordPress for XOOPS). Un sito di dimensioni medie potrà utilizzare moduli come News, Forum, Download, Links, Wiki, ecc., fino a formare una comunità completa che permetta l'interazione tra utenti e visitatori. Per i siti molto grandi, come quelli enterprise, è possibile sviluppare dei propri moduli da integrare perfettamente nel sistema.

## Funzionalità chiave di XOOPS
Basato su DatabaseXOOPS utilizza database relazionali (al momento MySQL) per il salvataggio dei dati richiesti per il funzionamento del sistema di gestione dei contenuti
Completamento modularei moduli possono essere installati/disinstallati/attivati/disattivati con un click utilizzando il sistema di amministrazione moduli.
Personalizzazione estendibilei Webmaster possono configurare o definire i propri elementi per i profili utente. Gli utenti registrati possono modificare il proprio profilo, selezionare il tema del sito, inviare avatar personali, e molto altro!
Gestione utentiLa possibilità di cercare utenti in base a diversi criteri, inviare loro email e messaggi privati attraverso un sistema di messaggeria basato su template.
Supporto mondialeXOOPS è stato creato e mantenuto da un team di molti volontari che lavorano da tutte le parti del mondo. La comunità di XOOPS ha più di una dozzina di siti ufficiali di supporto in giro per il globo per venire incontro agli utenti non anglofoni.
Supporto Lingue Multi-byteSupporto completo ai linguaggi multi-byte, inclusi Giapponese, Cinese Tradizionale e Semplificato, Coreano, ecc.
Versatile sistema di gestione dei permessi dei gruppiPotente e user-friendly sistema che permette agli amministratori di impostare facilmente i permessi di ogni gruppo utenti. I permessi sono definiti sui gruppi (un utente può far parte di zero o più gruppi). Ci sono due livelli di permessi: Un "livello modulo" che dipende dall'implementazione del singolo modulo e solitamente la granularità di questo dipende dallo sviluppatore del modulo stesso (es. per un modulo "calendario" è possibile definire categorie di eventi, quale gruppo può leggere e creare gli eventi per ogni categoria). L'altro livello  si potrebbe definire "livello del kernel" perché è indipendente dai moduli e permette di definire per ogni coppia gruppo-modulo i "diritti di amministrazione del sistema", "Diritti di amministrazione dei moduli", "Diritti di accesso al modulo" e per ogni coppia blocco(del modulo)-gruppo  i "Diritti di accesso ai blocchi".
Interfaccia personalizzabile basata su temiXOOPS è basato su un potente sistema di temi. Sia gli amministratori, sia gli utenti possono modificare il look dell'intero sito web semplicemente con un click del mouse. Esistono al momento oltre 200 temi distribuiti da grafici e designer.
Motore di templates SmartySmarty è completamente integrato in Xoops e permette una separazione quasi completa tra il codice di impaginazione (tags HTML) ed il codice di programmazione (PHP). Di fatto supporta la creazione ed interpretazione di meta-tags che facilitano la riusabilità del codice.